# 加纳时报
《加纳时报》（英語：Ghanaian Times）是非洲国家加纳发行的一份英文报纸，创办于1957年，由加纳官方运营。